# 黒服物語
『黒服物語』（くろふくものがたり）は、倉科遼（原作）・成田マナブ（作画）による日本の漫画作品。『スーパージャンプ』（集英社）にて、2005年9号から2006年15号まで連載された。
2014年10月期にテレビ朝日系にてSexy Zoneの中島健人の主演でテレビドラマ化された。

## あらすじ
父を医者に持つ（正しくは「医者の父を持つ」）地方出身の予備校生・小川彰は父の職を継ぐために勉強に励む毎日だった。敷かれたレールに従って生きていく人生に嫌気が差していた中、No.1キャバ嬢・杏子と出会う。もう一度会いたいと思った彰は杏子の勤めるキャバクラを突き止め客として接近する。しかし、豪遊の末「無銭飲食」として黒服に咎められる。窮地に立たされた彰の出した答えが「黒服として働いて償う」ことだった。こうして彰にとっては四面楚歌な状況の中、未知なる黒服の世界へと足を踏み入れることとなる。

## 登場人物
小川彰
池袋のキャバクラ「Juliet」の黒服→池袋のキャバクラ「NEW Juliet」のチーフ黒服。
長らく両親からは医学の道に進むよう強く言われており、生まれの長野県飯田市を出て医学部合格を目指すべく受験に臨んでいたが、結局2度も壊滅し3度目の浪人生活を迎えていた。ある日、ふと道端で偶然すれ違ったNo.1キャバクラ嬢・杏子に一目惚れしたことで、「Juliet」へ黒服として入店する。当初は失敗ばかりで仕事仲間（スタッフ）からは侮られていたが、少しずつ仕事の知識を身に付けて才能を開花させていくようになり、最後にはスタッフの多くから信頼を得るようになった。原田が退店後、チーフ黒服に昇格・抜擢される。
杏子
池袋のキャバクラ「Juliet」のNo.1キャバクラ嬢→池袋のキャバクラ「NEW Juliet」のママ。
彰の憧れの女性で、彼が黒服としてのキャリアを始めるきっかけともなった。カリスマ的存在、「Juliet」のシンボルとして常に他の同僚キャバクラ嬢から尊敬されている。仕事にはプライドを持っているが、ミステリアスな一面もある。しかし、原田との関係が恋愛していると間違われ「Juliet」を退店。彰と別れの一夜を結んだ後、出身地である地元・北海道函館市へと戻りOLとして働いていたが、彰の強い説得を受けて「NEW Juliet」のママとして復帰する。ドラマ最終話で原田が六本木の店長に就任すると共に「Juliet」を去り、原田と同じ店に移籍することになった（彰と杏子が黒服とキャバ嬢の関係ではなく、一交際相手となれるよう神崎オーナーの粋な計らいであった。）。ただ原作ではそのような描写はない。
原田
池袋のキャバクラ「Juliet」のチーフ黒服→池袋のキャバクラ「DELICIOUS」の店長。
杏子の担当黒服で、他のキャバ嬢からも信頼を得ている。黒服として入ってきた彰を最初こそは歓迎したが、杏子との関係から間もなく我慢できずに冷たく当たるようになりライバルとして見るようになる。しかし、最終的には、彰のキャストへの誠実な思いとゲストへの細かい気配りを見て考えを改め、少しずつ彼の素質を認めるようになる。しかし、「NEW Juliet」開店直前にチーフ黒服の座を退き、ライバル店「DELICIOUS」の店長となった。ドラマ最終話で六本木のキャバクラの店長になるが、原作では「NEW Juliet」ができるまでに神崎オーナによって六本木の店を任されている。
美樹
池袋のキャバクラ「Juliet」のキャバクラ嬢→池袋のキャバクラ「NEW Juliet」のキャバクラ嬢→池袋のキャバクラ「DELICIOUS」のキャバクラ嬢→池袋のキャバクラ「NEW Juliet」のキャバクラ嬢。
彰の初担当キャスト。本名は星亜希子。彰が入店するまでは遅刻や無断欠勤が当たり前でさらにはホストに入れあげている問題児キャバクラ嬢だった。その後、新人である彰が担当に付くが最初は見下していた。しかし、彰の真摯な態度を見て少しずつ彼へ心を開き、「Juliet」における彰の良き理解者の1人となる。一時期、強引な引き抜きをしてくる玉木から、自分の店へ来れば「NEW Juliet」への嫌がらせをやめる、という交換条件を持ち出されて、「DELICIOUS」に移籍するが、玉木の逮捕と彰の必死な説得を受けて、「NEW Juliet」へ復帰した（原作では前述のような描写がないためDELICIOUSへ移籍することなくJulietに残っている。）。

## 書誌情報
- 原作：倉科遼、漫画：成田マナブ『黒服物語』 集英社〈ジャンプコミックスデラックス〉、全4巻
  1. 2005年8月4日発売 ISBN 4-08-859523-8
  2. 2005年12月2日発売 ISBN 4-08-859548-3
  3. 2006年4月4日発売 ISBN 4-08-859569-6
  4. 2006年8月4日発売 ISBN 4-08-859593-9

Kindle版もあり。

## テレビドラマ
2014年10月24日から12月12日まで毎週金曜日23時15分 - 翌0時15分にてテレビ朝日系の「金曜ナイトドラマ」枠でSexy Zoneの中島健人の主演で放送された。

### キャスト
詳細な人物設定は原作の登場人物を参照。本項ではドラマ独自の人物設定を記載する。

#### 池袋・キャバクラ「Juliet（ジュリエット） → NEW Juliet（ニュー ジュリエット）」

##### 主要人物
小川彰〈20〉
演 - 中島健人（Sexy Zone）
杏子〈26〉
演 - 佐々木希
原田巧〈28〉
演 - 山本裕典
彰との和解が原作よりも遅い。
美樹〈22〉
演 - 柏木由紀（AKB48）
巨乳。

##### 黒服
斉藤昌弘
演 - 竹中直人
店長。原田ほどキャストからは信用されていないが、神崎などの上層部からの信頼は厚い。人手不足に悩んでいたところを、十分な代金を支払えずに困り、謝罪の印に「Juliet」で働いて店に報いたいという彰の願望を聞き入れ、新人黒服として雇用する。キャスト・スタッフ共に快く思われておらず、ほぼ孤立した状態から働き出した彰の最初の理解者でもある。
立花裕治〈26〉
演 - 中尾明慶
彰の実質上の指導係だが、当初は彼の未熟さが気に入らず、事あるごとに彰に対して苛烈な新人いびりをしていた。しかし、強姦目的に真央に接近してきた佐伯から身を呈して彼女を守る彰の姿を見てから、少しずつ態度を改めていく。
田辺昇〈23〉
演 - 安井謙太郎（ジャニーズJr.）
幼い顔立ちをしているが、彰より年上。裕治や他の黒服メンバーと同じく未熟な彰を疎ましがり、陰湿ないじめを加えていた。
相川元気〈22〉
演 - 栁俊太郎
物静かな長髪の青年。落ち着いた雰囲気とは裏腹に激情を見せることも多く、他の黒服メンバーと同じく彰には辛く当たっていた。

##### キャバクラ嬢
綾乃
演 - 黒川智花
新宿・キャバクラ「レインボーハニー」 → 池袋・キャバクラ「Juliet」 → 「NEW Juliet」 → 「DELICIOUS」 → 「NEW Juliet」2代目ママ。
本名は白木葉子。「Juliet」内で内紛が起こったり、人事の変動があったりすると、メンバーとの揉め事を焚き付けるような発言をし挑発している。他のキャストやスタッフとは異なり、唯一彰に対しては心を開いておらず、チーフの座に就いたときも一切信頼の念を抱いていなかった。その正体は、「Juliet」を崩壊すべく、玉木からの差し金として潜入してきたスパイであり、本性を見抜いた杏子に解雇を宣告され、「DELICIOUS」に移籍した。
聖子
演 - 入山杏奈（AKB48）
自分の客を美樹に取られ、さらに綾乃に美樹が枕営業をやっていると吹き込まれ美樹に突っかかり取っ組み合いの喧嘩となる。翌日、原田の計らいで美樹と同じテーブルに着き、対抗意識を燃やしながらも競い合ううちにお互いに認め合い和解する。
真央
演 - 筧美和子
明朗活発で饒舌。性格上話し相手に最適だとして、しばしば雑談好きなゲストに指名されている。弟や妹の学費のために懸命に働く苦労人でもある。そのため仕事に対していい加減な姿勢を取っている（ように真央は見える）彰に対しては当初は他のキャバクラ嬢と同じく快く思っていなかったが、佐伯に襲われそうになった際に駆けつけてもらってからは、徐々に態度を軟化させる。
明美
演 - 杉本有美
潤
演 - 柳ゆり菜
ミチル
演 - 福吉真璃奈
沙弥
演 - 金田彩菜

##### 神崎ホールディングス
神崎守
演 - 北村有起哉
会長。「NEW Juliet」を含むキャバクラチェーン・神崎グループのオーナーでもある。黒服から華々しい出世を遂げた経緯を持っており、感情を表に出さないミステリアスな雰囲気を醸し出している。彰が徐々に黒服としての才能を開花させていることを知ると、自らと同じように当初は見習いの黒服だった彼に関心を抱く。ライバル店「DELICIOUS」の嫌がらせで危機に陥った「Juliet」をどうにかして再起したいという彰の真摯な願望を聞き入れ、新店舗「NEW Juliet」を構えさせ、彰をチーフ黒服に昇格させる。
市村邦明
演 - 宮川一朗太
副社長、実は最終話で黒幕だった。その後は神崎が全て調べさせて、新会長は無効となり、警察達に逮捕された。

#### 彰の友人
春日井薫
演 - 相葉裕樹

#### 池袋・キャバクラ「DELICIOUS（デリシャス）」
黒澤源司
演 - 木下ほうか
玉木譲
演 - 要潤
最終話は彰に協力して貰い､ジュリエットを救う事ができ､笑顔が見せた場面があった。
江本
演 - 板倉武志
砂田
演 - 清水一希
小田切
演 - 飛弾信也

#### 小川家
小川義彦
演 - 神保悟志
彰の父。小川医院院長で、息子を何としても医学の道に進ませようとしていた。彰が黒服の仕事をしていると知るとすぐに勘当しようとしたが、最終的には息子の懸命な仕事ぶりを見て考えを改める。
小川市子
演 - 中島ひろ子
彰の母。

#### ゲスト
キャスト名横の表記は出演回。

##### 第1話
ヒデト
演 - 佐野和真
田村友則
演 - 白石タダシ（最終話）
柿崎
演 - 花ヶ前浩一
工藤
演 - 練苧弘晃
佐伯
演 - 蓑輪裕太
久積
演 - 黒木龍世

##### 第2話
ゆかり
演 - 岩佐真悠子（最終話）
葵
演 - 逢沢りな（第3・最終話）
ジョニー坂本
演 - 奥野瑛太
伊東
演 - 松嶋亮太
松島
演 - 辰巳蒼生
遠藤
演 - 邱太郎（最終話）
川口
演 - 川渕良和
茜
演 - 古川真奈美

##### 第3話
金子大
演 - 笠原涼二
林
演 - 新貝文規（最終話）

##### 第4話
佐伯ユズル
演 - 津田寛治
グラビア雑誌で活躍しているフリーランスのカメラマン。自らのモデルにふさわしい人材を求めて「Juliet」に入り浸るが、実際には自分の強姦相手を探し求めており、真央を言葉巧みに誘って毒牙にかけようとしたが、最終的には彰と裕治の阻止で計画は失敗に終わり、彼らの通報で駆け付けた警官に逮捕された。
大島
演 - 大滝明利
矢口真治
演 - 谷口一

##### 第5話
セイラ
演 - 水沢エレナ
沢田透一郎
演 - 阿部亮平

##### 第6話
落合銑三
演 - 山下真司
井ノ崎貫平
演 - 若杉宏二
スネーク椿
演 - 渡辺卓
住谷栄作
演 - 西山聡
牧村尊
演 - 北代高士
麻美
演 - 戸井智恵美
富田
演 - 田野良樹
渡辺
演 - 平川博晶

##### 第7話
デーブ・スペクター
演 - デーブ・スペクター
優美
演 - 小倉百代
里香
演 - 杉浦亜衣

##### 最終話
池内
演 - 矢嶋俊作
近藤
演 - 今村均
三島
演 - 坂俊広
橋本
演 - 宮川浩明
石黒亮太郎
演 - 三洲悠暉
島本覚治
演 - 近藤起矢

### スタッフ
- 原作 - 倉科遼 / 作画 - 成田マナブ『黒服物語』（集英社刊）
- 脚本 - 旺季志ずか、山浦雅大
- 音楽 - 仲西匡
- 演出 - 小松隆志、植田尚
- 主題歌 - Sexy Zone「君にHITOMEBORE」（ポニーキャニオン）[8]
- 助監督 - 洞功二
- サウンドデザイン - 近藤隆史
- 所作指導 - 中村真知子、竹田誠治[9]
- アクションクリエイター - 大道寺俊典
- 医療監修 - 山本昌督
- ゼネラルプロデューサー - 横地郁英（テレビ朝日）
- プロデューサー - 大江達樹（テレビ朝日） / 布施等、木曽貴美子（MMJ）
- プロデューサー補 - 西原宗実、侭恵子
- 制作 - テレビ朝日、MMJ

### 放送日程
| 各話                                                          | 放送日   | サブタイトル                                  | ラテ欄                                                  | 脚本       | 演出     | 視聴率 |
| ------------------------------------------------------------- | -------- | --------------------------------------------- | ------------------------------------------------------- | ---------- | -------- | ------ |
| 第1話                                                         | 10月24日 | ゆとりお坊っちゃん キャバクラで、のし上がる!? | No.1キャバクラ嬢VS復讐御曹司                            | 旺季志ずか | 小松隆志 | 9.3%   |
| 第2話                                                         | 10月31日 | 黒服とキャバ嬢 禁断の恋                       | No.1ホステスが…禁断の恋!! 妊娠させた黒服を追放!?        | 旺季志ずか | 小松隆志 | 7.4%   |
| 第3話                                                         | 11月07日 | 新人黒服が大出世!? キャバ嬢軍団の反乱         | No.1キャバ嬢誕生                                        | 山浦雅大   | 植田尚   | 7.8%   |
| 第4話                                                         | 11月14日 | 貧乏キャバ嬢が危ない! 密室グラビア撮影会      | 貧乏キャバクラ嬢を脱がさないで!? 密室で女の修羅場       | 山浦雅大   | 植田尚   | 8.9%   |
| 第5話                                                         | 11月21日 | 禁断の恋に決別! さよならNo.1キャバ嬢          | 別れのベッドイン… さらばNo.1キャバ嬢池袋追放!!          | 旺季志ずか | 小松隆志 | 6.7%   |
| 第6話                                                         | 11月28日 | キャバクラ消滅! 函館でNo.1に愛の告白!?        | 涙の第2章函館へ…No.1を奪還                              | 旺季志ずか | 小松隆志 | 7.9%   |
| 第7話                                                         | 12月05日 | 最終章! 杏子ママ監禁!? 今 明かされる放火犯    | 最終章…!! No.1を監禁!? 悪魔の女 キャバクラをつぶす      | 山浦雅大   | 植田尚   | 6.2%   |
| 最終話                                                        | 12月12日 | 運命の最終決戦! 伝説の黒服よ 永遠に…          | 最終回! さらば伝説の黒服!! 100人キャバ嬢…修羅場生中継!? | 旺季志ずか | 小松隆志 | 6.9%   |
| 平均視聴率 7.6%（視聴率はビデオリサーチ調べ、関東地区・世帯） |          |                                               |                                                         |            |          |        |

| テレビ朝日系 金曜ナイトドラマ                | テレビ朝日系 金曜ナイトドラマ          | テレビ朝日系 金曜ナイトドラマ             |
| 前番組                                       | 番組名                                 | 次番組                                    |
| -------------------------------------------- | -------------------------------------- | ----------------------------------------- |
| 匿名探偵 （第2期） （2014年7月4日 - 9月5日） | 黒服物語 （2014年10月24日 - 12月12日） | セカンド・ラブ （2015年2月6日 - 3月20日） |